# Marni Nixon

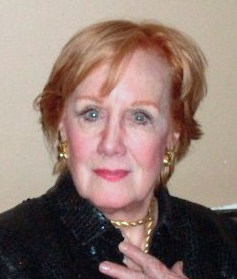
Marni Nixon

Marni Nixon, geboren als Margaret Nixon McEathron (Altadena, 22 februari 1930 – New York 24 juli 2016), was een Amerikaanse sopraan en musicalactrice.

## Loopbaan
Nixon studeerde zang bij onder andere Carl Ebert en zong mee in diverse opera's en musicals. In 1948 maakte ze haar debuut als engel in het engelenkoor in Joan of Arc. In 1949 zong ze de stem in van Margaret O'Brien in The Secret Garden. Ze nam de hoge noten waar voor Marilyn Monroe in het liedje "Diamonds Are a Girl's Best Friend" in de film Gentlemen Prefer Blondes uit 1953. Het inzingen van partijen van anderen werd haar specialiteit. Ze deed het voor Deborah Kerr in The King and I en An Affair to Remember en voor Natalie Wood. Het was haar zangstem die Natalie Woods stem (en die van Rita Moreno) verving in West Side Story (1961) en Gypsy (1962).
Voor My Fair Lady (1964) moest Nixon zich het cockneyaccent eigen maken. Overigens is het niet zo dat Nixon Audrey Hepburns zangpartijen allemaal opnieuw heeft ingezongen. Ongeveer tien procent van de zangstem van Eliza Doolittle komt van Audrey Hepburn. Met name in de nummers "Just You Wait", "The Rain in Spain" en de intro van "I Could Have Danced All Night" is Audrey Hepburn zelf te horen.
Nixon was te zien en te horen als een van de nonnen in de Sound of Music (1965).
In 1998 was haar stem te horen in de film Mulan (Oma). Haar autobiografie "I Could Have Sung All Night" kwam uit in 2006.

## Privé
In 1950 trouwde ze met componist Ernest Gold. In dit huwelijk werden drie kinderen geboren, waaronder zanger Andrew Gold. Ernest Gold en Nixon scheidden in 1969. Van 1971 tot 1975 was ze getrouwd met Dr. Lajos "Fritz" Fenster. Van 1983 tot zijn dood in 2015 was ze getrouwd met Albert Block.
Nixon overleed op 24 juli 2016 op 86-jarige leeftijd aan de gevolgen van borstkanker.
- Bibsys: 3084529
- Biblioteca Nacional de España: XX5581664
- Bibliothèque nationale de France: cb139566546 (data)
- CiNii: DA09835598
- Gemeinsame Normdatei: 132869810
- International Standard Name Identifier: 0000 0000 8113 8386
- Library of Congress Control Number: n83070039
- MusicBrainz: 4bc4aee5-3f5f-4af9-bce1-d89064ce2bcc
- Nationale Bibliotheek van Israël: 987007334872805171
- Nederlandse Thesaurus van Auteursnamen: 107916576
- Réseau des bibliothèques de Suisse occidentale: 02-A018758304
- Istituto Centrale per il Catalogo Unico: LIGV019629
- SNAC: w6vj8d1j
- Système universitaire de documentation: 228486505
- Virtual International Authority File: 34649765
- WorldCat: E39PBJjmMpVHt8FPT678HcV9jC